# Hertigdömet Auschwitz

De schlesiska hertigdömena 1309-11. Hertigdömet Auschwitz före dess separation från hertigdömet Teschen är markerat med gult.

Hertigdömet Auschwitz (tyska: Herzogtum Auschwitz;  polska: Księstwo Oświęcimskie) var ett hertigdöme i det österrikiska kronlandet Galizien.
Oświęcim var huvudstad i de forna hertigdömena Auschwitz och Zator
(2 478 km2), som ursprungligen tillhörde en gren av det polska piastiska kungahuset. 1457 kom det genom köp till Polen, tillföll Österrike 1773 samt räknades 1818–66 till det tyska förbundet, men i administrativt hänseende tillhörde det Galizien.